# جيسي كيني
جيسيكا كيني (بالإنجليزية: Jessie Kenney)‏ (1887 -1985) هي واحدة الناخبين الإنجليز الذين سُجنوا لاعتدائهم على رئيس الوزراء ووزير الداخلية في احتجاج للحصول على أصوات للنساء في بريطانيا. اكتشفت السلطات تفاصيل حملة لدعم قضيتهم في شقتها عندما أرسلت كيني إلى الخارج لتتعافى. تدربت كيني لاحقًا على تشغيل اللاسلكي ولكنها عملت كمضيفة.

## حياتها ونشاطها

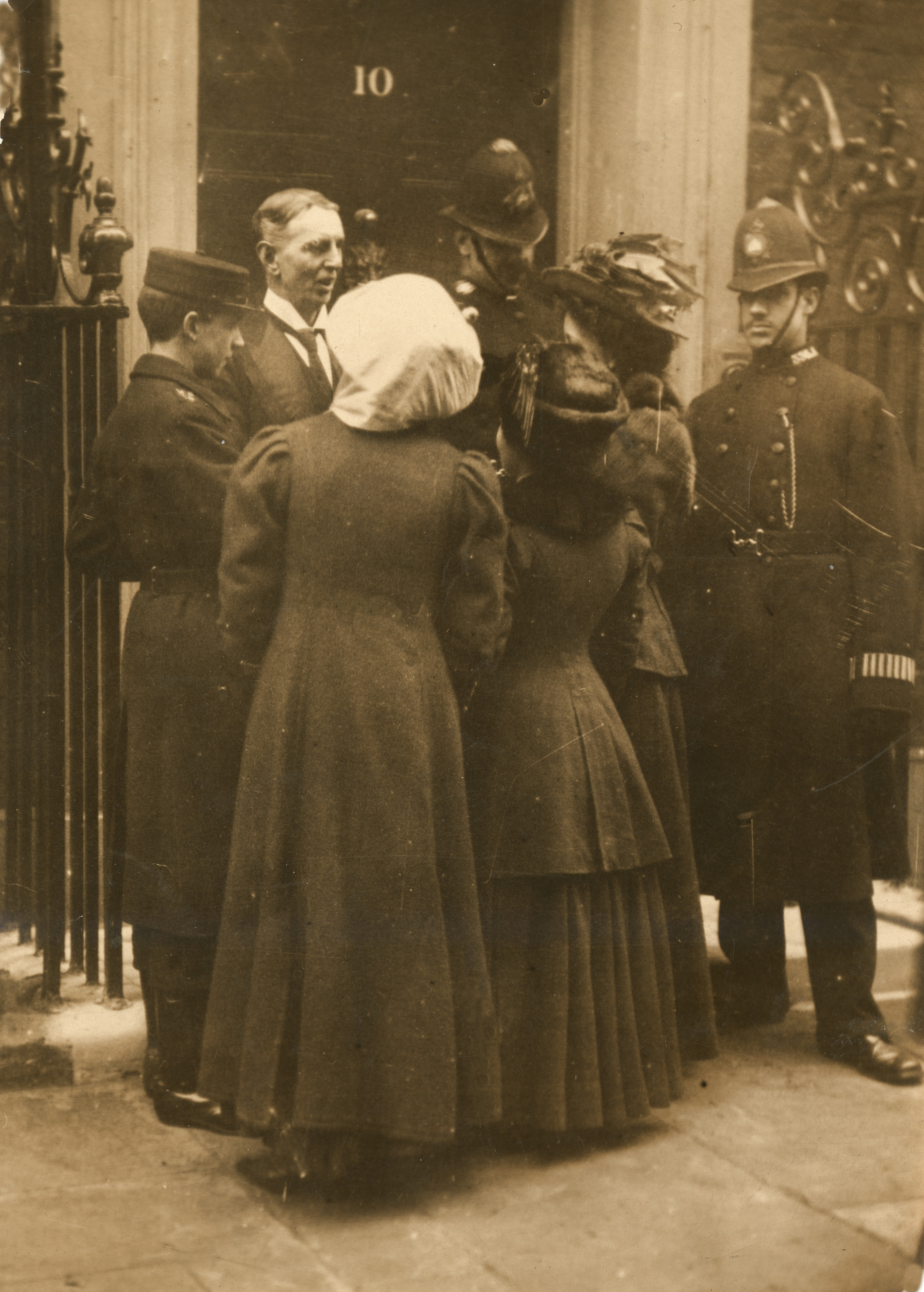
ديزي سولومون وإلسبيث ماكليلاند تقفان إلى جانب صبي البريد، وعدد من رجال الشرطة، ومسؤول رسمي أمام مقر رئاسة الوزراء البريطانية في 10 داونينغ ستريت، في مشهد احتجاجي رمزي تحاولان فيه "توصيل نفسيهما كرسائل بريدية" إلى رئيس الوزراء، في خطوة مبتكرة وجريئة من قبل حركة السفراجيت المطالبة بحق النساء في التصويت.

ولدت كيني في عام 1887 في ليس. كانت الابنة السابعة من بين اثني عشر ولدًا (11 منهم على قيد الحياة)، ووالداها هوراشيو نيلسون كيني (1849 -1912) وآن وود (1852 -1905)، وقد كانت أسرتها فقيرة من الطبقة العاملة، ومن أخواتها الناشطات كارولين (كيتي) وآن (آني) وسارة (نيل) وجين (جيني). تولت آني وجيسي أدوارًا قيادية في الاتحاد الاجتماعي والسياسي للمرأة.
عملت جيسي كيني في مصنع للقطن منذ سن الثالثة عشرة، إلى جانب مشاركة أخواتها آني وأليس وجين في اتحاد الحرف. توفيت والدتها في سن الثالثة والخمسين، وشاركت كيني في نفس العام بنشاط في الاتحاد الاجتماعي والسياسي للمرأة بعد أن سمعت هي وشقيقتها آني خطاب تيريزا بيلينغتون -غريج وكريستابيل بانكيرست في نادي أولدهام كلاريون الصوتي عام 1905. لم تمتلك كيني موهبة أختها الكبرى في التحدث أمام الجمهور لكنها كانت أكثر تنظيمًا.
استخدم الاتحاد الاجتماعي والسياسي للمرأة طرق مختلفة مع الحكومة لدعم قضية حق المرأة في الاقتراع. تمثلت إحدى الطرق في سماح مكتب البريد للناس بإرسال (رسائل بشرية) في 23 فبراير عام 1909 واستغلت كيني هذه الثغرة لإرسال مندوبين هما ديزي سولومون وإليسبيث مكليلاند من مكتب البريد ستراند إلى رئيس الوزراء. ذهبت كيني في 16 أبريل عام 1909 مع وفد في الصباح الباكر والتقت إميلين بيثيك لورانس عند إطلاق سراحها من سجن هولواي وأخذتها لتناول الفطور مع 500 عضو من الاتحاد الاجتماعي والسياسي للمرأة. انتحلت كيني شخصية عامل تلغراف في 10 ديسمبر عام 1909 للوصول إلى رئيس الوزراء هربرت أسكويث في اجتماع عام في مانشستر. لم تنجح ولكنها استخدمت الصور كدعاية للقضية.
سجنت كيني وفيرا وينتورث لاعتدائهما على رئيس الوزراء. لاحقت هي وإلسي هاوي وفيرا وينتورث خلال العطلة الصيفية رئيس الوزراء أسكويث بالقرب من منزله في كلوفيلي في ديفون، واقتربوا منه في الكنيسة، وسألوه في ملعب الجولف لماذا هو في إجازة بينما كانت النساء مسجونات، ثم زينوا بشكل سري حديقته الخاصة بمنشورات ولافتات تعود للاتحاد الاجتماعي والسياسي للمرأة بثلاثة ألوان تقول «نطلب الإفراج عن باتريشيا وودلوك»، والتي لم تكن رهن الاعتقال في ذلك الوقت.
دعيت جيسي كيني مع شقيقتها آني إلى منزل ماري بلاثوايت في باثيستون حيث التقت كبار الشخصيات. طُلب من الزوار في باثيستون زرع شجرة لتسجيل إنجازاتهم. كان هذا الهجوم على وزراء الحكومة هو السبب الذي دفع والدة ماري إميلي بلاثوايت إلى الانسحاب من الاتحاد الاجتماعي والسياسي للمرأة بسبب وسائلهم العدوانية. كما دفع هذا الحدث إلى تشكيل فرع خاص من الشرطة ليتمكن من حماية وزراء الحكومة من الأعمال المتطرفة من خلال جمع المعلومات.

## الحرب العالمية الأولى
نحّت إميلين بانكيرست حركة المطالبة بحق الاقتراع للنساء جانبًا طوال فترة الحرب. وتبعت كيني مثل الكثيرين قيادتها.
رافقت كيني في يونيو عام 1917 إميلين بانكيرست في رحلة إلى روسيا بهدف تشجيع النساء الروسيات على المشاركة في المجهود الحربي نيابة عن الحكومة البريطانية، لم تنشر كتاباتها عن هذه الرحلة وتجاربها أبدًا. طلب إدوارد توبر من اتحاد البحارة الوطنيين ورجال الإطفاء من البحارة رفض قبول رامزي ماكدونالد وفريد جويت كركاب على متن السفينة. لكنه أوضح أن كيني وبانكيرست مرحب بهما.